# Sant Jolian de Gras Capon
Sant Jolian de Gras Capon (en francès Saint-Julien-de-Gras-Capou) és un municipi francès situat al departament de l'Arieja i a la regió d'Occitània.